# Мидзуки, Итиро
Итиро Мидзуки (яп. 水木 一郎 Мидзуки Итиро:, 7 января 1948, Сэтагая — 6 декабря 2022, Токио) — японский певец, композитор, актёр и сэйю. Основатель и участник группы «JAM Project». Участвовал в записи саундтреков ко многим аниме, сериалам и играм, например, Friends, Great Mazinger, Metal Gear Solid, Lupin III, Kotetsushin Jeeg, Voltes V, Ninja Captor, Speed, Scrubs, Вольтрон, Kamen Rider, ALF, Tom & Jerry, Golion. За свою карьеру исполнил более 5000 различных песен, ставших саундтреками к мультфильмам, приключенческим телесериалам и компьютерным играм. Фанаты и другие исполнители называют его Аники (яп. アニキ, «старший брат»).

## Биография
Итиро Мидзуки родился 7 января 1948 года в токийском спецрайоне Сэтагая. Настоящее имя артиста — Тосио Хаякава (яп. 早川 俊夫). В детстве слушал американский джаз и любил петь, подражая английским словам. В 1968 году Мидзуки выпустил свой первый сингл под названием «Kimi ni sasageru Boku no Uta» (яп. 君にささげる僕の歌, «Моя песня, посвящённая тебе»). В 1971 году Мидзуки начал исполнять песни для аниме и токусацу-сериалов. По словам певца, идея исполнения открывающих и закрывающих тем для мультфильмов появилась у него в 16 лет после просмотра фильма «Из России с любовью» с Шоном Коннери: его привлекала мысль, что его будет слушать большое число людей, даже несмотря на то, что его лицо не появится на телеэкране. Первой песней для мультфильма у Мидзуки стала «Genshi Shounen Ryuu ga Yuku» (яп. 原始少年リュウが行く, «Вот идёт первобытный мальчик Рю»), использованная в аниме-сериале Genshi Shounen Ryuu, снятом по манге Сётаро Исиномори. Позже Мидзуки исполнял открывающие и закрывающие композиции к таким мультфильмам и токусацу-сериалам, как Chojin Barom 1, Mazinger Z, Babel II, Robot Detective, Kamen Rider X, Great Mazinger, Ganbare!! Robocon, Kamen Rider Stronger, Tekkaman, Steel Jeeg, Akumaizer 3, Chōdenji Robo Combattler V и Space Pirate Captain Harlock.
На протяжении 1980-х и 1990-х годов Мидзуки продолжал создавать песни-саундтреки для аниме. Его работы в этот период включают песни для Beast King GoLion, Getter Robo Go и Jikuu Senshi Spielban. В 1987 году он открыл музыкальную школу для подготовки молодых певцов.
В 1999 году Мидзуки в возрасте 51 года дал 24-часовой концерт у подножия Фудзи, спев 1000 песен из своего репертуара перед пятью тысячами зрителей. 17 июля 2000 года он основал группу «JAM Project», состоявшую из почти таких же известных певцов, как и он сам. Туда вошли Хиронобу Кагэяма (Dragon Ball Z), Масааки Эндо (The King of Braves GaoGaiGar), Эйдзо Сакамото (вокалист групп Anthem и Animetal) и Рика Мацумото (Покемоны).
В январе 1983 года он выпустил песню «Romantic Again» (Романтичен вновь). За эту песню он был удостоен Columbia Golden Disk Award. Это было уже десятое его награждение Золотым диском из Nippon Columbia.
В 1997 году его контракт с Nippon Columbia закончился, и он выпустил альбом «Войны супер-роботов» с First Smile Entertainment. Это стало началом «Духов Супер Роботов» (Super Robot Spirits), туром, который проводится в настоящее время, чтобы ежегодно привлекать фанатов.
В 1998 году Мидзуки стал вести программу радио «Духи Супер Роботов» с Nippon Cultural Broadcasting.
С 30 августа по 31 августа 1999 года, Итиро Мидзуки дал концерт, включавший 1000 песен и шедший непрерывно в течение 24 часов. Кроме того, успех «концерта 1000 песен» стал легендарным в Японии.
19 июля 2000 года Мидзуки вошел в японскую группу JAM Project с анисон-вокалистами Хиронобу Кагеяма, Масааки Ендоу, Еидзо Сакамото и Рика Мацумото. Начиная с августа 2002 года, Итиро Мидзуки получил официальный статус в этой группе и в настоящее время уделяет много внимания и времени работе с группой и поиску новых талантов.
В феврале 2001 года он отправился в Гонконг на конвенцию «Гонконгская Витрина Персонажей» (Hong Kong Character Showcase). Аудитория в Гонконге приветствовала Итиро Мидзуки с большим энтузиазмом, а про его визит написали во многих известных журналах Гонконга. Затем в октябре на телевидении показывают Tonight 2. В ноябре Мидзуки выпустил песню «Atsukurushiize» из серии NHK драма Ryouri Shounen K-Taro. Также он выпустил альбом к тридцатой годовщине «Aniki Jishin» в том же месяце.
В 2002 году Мидзуки появился в одном из самых известных ток-шоу в Японии — «Tetsuko no Heya».
19 июня 2002 года он сделал первый шаг на церемонии открытия Японской профессиональной бейсбольной команды, Chunichi Dragons, в Nagoya Dome, Нагоя. Также он пел песни для группы Chunichi Dragons — «Moeyo Dragons 2002», альбом был выпущен в Nippon Columbia.
Его последнее творение — «STORMBRINGER», вступительная заставка (опенинг) Стального Джиига 2 (как часть JAM Project). Стальной Джииг 2 — это продолжение Стального Джиига, аниме, для которого Итиро Мидзуки пел вступительные заставки.
Между тем, Мидзуки также играл роли в кино: Доктора Бена в «Jikuu Senshi Spielvan», Войцлюггера Го́лда в «Войцлаггер» и Сёрюсай Мидзуки в «Chou Ninja Tai Inazuma!! SPARK».

## Дискография

### Синглы
- «Kimi ni sasageru Boku no Uta» (君にささげる僕の歌) (Июль 1968)
- «Dare mo inai Umi» (誰もいない海) (Апрель 1970)
- «Natsukashi Kutte Hero ~I’ll Never Forget You!~» (懐かしくってヒーロー~I’ll Never Forget You!~) (21 ноября 1990)
- «Natsukashi Kutte Hero PartII ~We’ll Be Together Forever!~» (懐かしくってヒーロー・PartII~We’ll Be Together Forever!~) (1 июня 1992)
- «SEISHUN FOR YOU ~Seishun no Uta~» (SEISHUN FOR YOU~青春の詩~) (21 января 1994)
- «221B Senki Single Version» (221B戦記 シングルバージョン) (3 сентября 1997)
- «Golden Rule ~Kimi wa mada Maketenai!~» (Golden Rule~君はまだ負けてない!~) / «Miage te goran Yoru no Hoshi wo» (見上げてごらん夜の星を) (1 сентября 1999)
- «Goushaku! Choujin Neiger ~Kendaga omedaji~» (豪石!超神ネイガー~見だがおめだぢ~) / «Tooi Kaze no Naka de» (遠い風の中で) (7 июня 2006)
- «Nanno koreshiki Furoshikiman» (なんのこれしき ふろしきマン) / «Fighter the FUGU» (23 января 2008)
- «Choujin Neiger ~Seigi no Inaho~» (超神ネイガー~正義ノ稲穂~) / «Yume Kariudo» (夢刈人) (16 сентября 2009)

### Альбомы
- OTAKEBI Sanjou! Hoeru Otoko Ichiro Mizuki Best (OTAKEBI参上!吠える男 水木一郎ベスト) (21 июня 1989)
- Ichiro Mizuki OTAKEBI 2 (水木一郎 OTAKEBI2) (1 мая 1990)
- Ichiro Mizuki All Hits Vol.1 (水木一郎 大全集Vol.1) (1 сентября 1990)
- Ichiro Mizuki All Hits Vol.2 (水木一郎 大全集Vol.2) (21 февраля 1991)
- Ichiro Mizuki Ballade Collection ~SASAYAKI~ Vol.1 (水木一郎バラード・コレクション～SASAYAKI～Vol.1) (21 апреля 1991)
- Ichiro Mizuki All Hits Vol.3 (水木一郎 大全集Vol.3) (21 августа 1991)
- Ichiro Mizuki All Hits Vol.4 (水木一郎 大全集Vol.4) (21 февраля 1992)
- Ichiro Mizuki All Hits Vol.5 (水木一郎 大全集Vol.5) (21 августа 1992)
- Dear Friend (21 апреля 1993)
- Ichiro Mizuki no Tanoshii Asobi Uta (水木一郎のたのしいあそびうた) (21 января 1994)
- Ichiro Mizuki Best & Best (水木一郎 ベスト&ベスト) (19 августа 1995)
- ROBONATION Ichiro Mizuki Super Robot Complete (ROBONATION 水木一郎スーパーロボットコンプリート) (19 июля 1997)
- Neppuu Densetsu (熱風伝説) (21 марта 1998)
- Neppuu Gaiden -Romantic Master Pieces- (熱風外伝-Romantic Master Pieces-) (30 января 1999)
- Aniki Jishin ~30th Anniversary BEST~ (アニキ自身~30th Anniversary BEST~) (21 ноября 2001)
- Ichiro Mizuki Best of Aniking -Red Spirits- (水木一郎 ベスト・オブ・アニキング -赤の魂-) (4 августа 2004)
- Ichiro Mizuki Best of Aniking -Blue Spirits- (水木一郎 ベスト・オブ・アニキング -青の魂-) (6 октября 2004)
- Dear Friend 2007 ~Futari no Anison~ (Dear Friend 2007 ~ふたりのアニソン~) (26 декабря 2007)
- Debut 40th Anniversary: Ichiro Mizuki Best (デビュー40周年記念 水木一郎 ベスト) (27 февраля 2008)
- Ichiro Mizuki Debut 40th Anniversary CD BOX: Michi ~road~ (水木一郎デビュー40周年記念CD-BOX 道~road~) (2 июля 2008)
- WAY ~GRAND ANIKI STYLE~ (16 июля 2008)
- Debut 40th Anniversary: Ichiro Mizuki TV Size Shudaika Best (デビュー40周年記念 水木一郎TVサイズ主題歌ベスト) (17 декабря 2008)

## Список известные песни темы

### Песни аниме
- Genshi Shounen Ryuu ga Yuku (原始少年リュウが行く) (Открывающая тема Первобытный мальчик Рю)
- Mazinger Z (マジンガーZ) (Открывающая тема Мазингер Зет)
- Bokura no Mazinger Z (ぼくらのマジンガーZ) (Закрывающая тема Мазингер Зет)
- Yume Tabibito no Kiseki (夢旅人の奇跡) (Открывающая тема Teenage Mutant Ninja Turtles, c Нобухико Окамото и Дзюном Фукуямой)
- Good Bye no Kubichudo (グー・バイの九尾中度) (Закрывающая тема Teenage Mutant Ninja Turles, с Нобуюки Хиямой и Нодзому Сасаки)
- Yume Shounen ~Best Night~ (夢少年 ~BEST NIGHT~) (Вставная тема ALF, с Тэссё Гэндой)
- Babel Nisei (バビル2世) (Открывающая тема Вавилон Второй)
- Seigi no Chou Nouryoku Shounen (正義の超能力少年) (Закрывающая тема Вавилон Второй)
- Ore wa Great Mazinger (おれはグレートマジンガー) (Открывающая тема Великий Мазингер)
- Yuusha wa Mazinger (勇者はマジンガー) (Закрывающая тема Великий Мазингер)
- Tekkaman no Uta (テッカマンの歌) (Открывающая тема Космический рыцарь Теккамен)
- Space Knights no Uta (スペースナイツの歌) (Закрывающая тема Космический рыцарь Теккамен)
- Koutetsu Jeeg no Uta (鋼鉄ジーグのうた) (Открывающая тема Стальной Джииг)
- Hiroshi no Theme (ひろしのテーマ) (Закрывающая тема Стальной Джииг)
- Combattler V no Theme (コン・バトラーVのテーマ) (Открывающая тема Суперэлектромагнетический робот Комбаттлер V)
- Yuke! Combattler V (行け!コン・バトラーV) (Закрывающая тема Суперэлектромагнетический робот Комбаттлер V)
- Tatakae! Gakeen (たたかえ!ガ・キーン) (Открывающая тема Магнетический робот Га-Кин, с Мицуко Хориэ)
- Takeru to Mai no Uta (猛と舞のうた) (Закрывающая тема Магнетический робот Га-Кин, с Мицуко Хориэ)
- Try Attack! Mechander Robo (トライアタック!メカンダーロボ) (Открывающая тема Робот Механдер)
- Sasurai no Hoshi Jimmy Orion (さすらいの星 ジミーオリオン) (Закрывающая тема Робот Механдер)
- Hyouga Senshi Guyslugger (氷河戦士ガイスラッガー) (Открывающая тема Гайслаггер)
- Chichi wo Motomete (父をもとめて) (Закрывающая тема Суперэлектромагнитная машина Вольтес V)
- Choujin Sentai Baratack (超人戦隊バラタック) (Открывающая тема Боевой отряд суперменов Баратак)
- Grand Prix no Taka (グランプリの鷹) (Открывающая тема Эмблема — стрела: Ястреб Гран-при)
- Laser Blues (レーサーブルース) (Закрывающая тема Эмблема — стрела: Ястреб Гран-При)
- Captain Harlock (キャプテンハーロック) (Открывающая тема Космический пират Капитан Харлок)
- Warera no Tabidachi (われらの旅立ち) (Закрывающая тема Космический пират Капитан Харлок)
- Lupin Sansei Ai no Theme (ルパン三世愛のテーマ) (Закрывающая тема Люпен III)
- Tatakae! Golion (斗え!ゴライオン) (Открывающая тема Вольтрон)
- Gonin de Hitotsu (五人でひとつ) (Закрывающая тема Вольтрон)
- Game Center Arashi (ゲームセンターあらし) (Открывающая тема Игровой центр Араси)
- Mawari Himawari Hero Hero-kun (まわりひまわりへろへろくん) (Открывающая тема Хэро Хэро-кун)
- The SoulTaker (с JAM Project)
- Sangou no Hitsugi (塹壕の棺) (Закрывающая и открывающая тема (эпизод 13) Годаннар, с Мицуко Хориэ)
- ENGAGE!!! Godannar (ENGAGE!!!ゴーダンナー) (Открывающая тема Годаннар (второй сезон), с Мицуко Хориэ)
- STORMBRINGER (Открывающая тема Стальной Джииг 2, как часть JAM Project)

### OVA
- CROSS FIGHT! (Открывающая тема Дангайо, с Мицуко Хориэ)
- Ima ga sono Toki da (今がその時だ) (Первая открывающая тема Робот Гетта - Армагеддон)
- BLUE NIGHT (Вставная тема Белый Крест OVA, с Митей Фоминым и Такэхито Коясу)
- Dare ka ga Kaze no Naka de (誰かが風の中で) (Закрывающая тема Те еще странники)
- STORM (Открывающая тема Настоящий Робот Гетта против Нового Робота Гетты, с Хиронобу Кагэямой)
- Mazinger Sanka (マジンガー讃歌) (Вставная песня Мазинкайзер)
- Mazinkaiser no Theme (マジンカイザーのテーマ) (Вставная песня Мазинкайзер)
- TORNADO (Закрывающая тема Мазинкайзер, как часть JAM Project)

### Песни видеоигры
- Double Impact (ダブル・インパクト) (Песня тема Ganbare Goemon ~Neo Momoyama Bakufu no Odori~)
- Ara buru Damashii (荒ぶる魂+α) (Песня изображения Войны супер-роботов α)
- STEEL SOUL FOR YOU (Песня изображения Войны супер-роботов α, с Хиронобу Кагэямой)
- Tomo yo ~Super Robot Wars Alpha~ (戦友よ。~SUPER ROBOT WARS α~) (Песня изображения Войны супер-роботов α)
- Wa ni Teki Nashi (我ニ敵ナシ) (Песня изображения Войны супер-роботов α)
- Denkou Sekka Volder (電光石火ヴォルダー) (Песня тема Tatsunoko Fight)
- Metal Sentai Gunman ~Soldier Snatchers~ (メタル戦隊ガンマン ~SOLDIER SNATCHERS~) (Вставная песня Snatcher, с Исао Сасаки и Сэйдзи Ёкоямой[яп.])
- Gattai! Donranger Robo (合体!ドンレンジャーロボ) (Вставная песня Taiko no Tatsujin: Tobikkiri! Anime Special)
- Kitto Motto Zutto (きっと もっと ずっと) (Вставная песня Taiko no Tatsujin: Tobikkiri! Anime Special, с Мицуко Хориэ и Хиронобу Кагэямой)
- Hibike! Taiko no Tatsujin (響け!太鼓の達人) (Вставная песня Taiko no Tatsujin: Tobikkiri! Anime Special, с Мицуко Хориэ и Хиронобу Кагэямой)

### Песни токусацу
- Bokura no Barom One (ぼくらのバロム1) (Открывающая тема Choujin Barom 1)
- Yuujou no Barom Cross (友情のバロム・クロス) (Закрывающая тема Choujin Barom 1)
- Arashi yo Sakebe (嵐よ叫べ) (Открывающая тема Хэнсин Ниндзя Араси)
- Warera wa Ninja (われらは忍者) (Закрывающая тема Хенщин Ниндзя Араси)
- Hakaider no Uta (ハカイダーの歌) (Вставная вставная песня Искусственный гуманоид Кикайдер)
- Saburou no Theme (三郎のテーマ) (Вставная песня Искусственный гуманоид Кикайдер)
- Shounen Kamen Rider Tai no Uta (少年仮面ライダー隊の歌) (Первый закрывающая тема Камэн Райдер V3)
- Go, Go, Power Rangers (Вставная тема Могучие рейнджеры: Самураи)
- Robot Keiji (ロボット刑事) (Открывающая тема Robot Keiji)
- Susume Robot Keiji (進めロボット刑事) (Закрывающая тема Robot Keiji)
- Yume Shounen no Kiseki (夢少年の軌跡) (Вставная тема Ninja Turtles: The Next Mutation, c Хиронобу Кагэямой и Исао Сасаки)
- Shiro Shishi Kamen no Uta (白獅子仮面の歌) (Открывающая тема Shiro Shishi Kamen)
- Chest! Chest! Inazuman (チェスト!チェスト!イナズマン) (Закрывающая тема Инадзуман)
- Setup! Kamen Rider X (セタップ!仮面ライダーX) (Открывающая тема Камэн Райдер X)
- Ore wa X Kaizorg (おれはXカイゾーグ) (Закрывающая тема Камэн Райдер X)
- Inazuman Action (イナズマン・アクション) (Закрывающая тема Инадзуман F)
- Ganbare Robocon (がんばれロボコン) (Первая открывающая тема Ganbare!! Robocon)
- Oira Robocon Robot dai! (おいらロボコンロボットだい!) (Вторая открывающая тема Ganbare!! Robocon)
- Oira Robocon Sekai Ichi (おいらロボコン世界一) (Первая закрывающая тема Ganbare!! Robocon)
- Robocon Ondou (ロボコン音頭) (Вторая закрывающая тема Ganbare!! Robocon)
- Hashire!! Robcon Undoukai (走れ!!ロボコン運動会) (Третья закрывающая тема Ganbare!! Robocon)
- Robocon Gattsuracon (ロボコン ガッツラコン) (Четвёртая закрывающая тема Ganbare!! Robocon)
- Bouken Rockbat (冒険ロックバット) (Открывающая тема Bouken Rockbat)
- Tetsu no Prince Blazer (鉄のプリンス・ブレイザー) (Закрывающая тема Bouken Rockbat)
- Kamen Rider Stronger no Uta (仮面ライダーストロンガーのうた) (Открывающая тема Камэн Райдер Стронгер)
- Kyou mo Tatakau Stronger (きょうもたたかうストロンガー) (Вторая закрывающая тема Камэн Райдер Стронгер, с Мицуко Хориэ)
- Stronger Action (ストロンガーアクション) (Третья закрывающая тема Камэн Райдер Стронгер, с Мицуко Хориэ)
- Yukuzo! BD7 (行くぞ!BD7) (Открывающая тема Shounen Tantei Dan)
- Shounen Tantei Dan no Uta (少年探偵団のうた) (Закрывающая тема Shounen Tantei Dan)
- Shouri da! Akumaizer 3 (勝利だ!アクマイザー3) (Открывающая тема Akumaizer 3)
- Susume Zaiderbeck (すすめザイダベック) (Закрывающая тема Akumaizer 3)
- Kagayaku Taiyou Kagestar (輝く太陽カゲスター) (Открывающая тема The Kagestar)
- Star! Star! Kagestar (スター!スター!カゲスター) (Закрывающая тема The Kagestar)
- Tatakae! Ninja Captor (斗え!忍者キャプター) (Открывающая тема Ninja Captor, с Мицуко Хориэ)
- Oozora no Captor (大空のキャプター) (Закрывающая тема Ninja Captor, с Мицуко Хориэ)
- Jigoku no Zubat (地獄のズバット) (Открывающая тема Изменяющийся Герой Зубат)
- Otoko wa Hitori Michi wo Yuku (男はひとり道をゆく) (Закрывающая тема Изменяющийся Герой Зубат)
- Oh!! Daitetsujin One Seven (オー!!大鉄人ワンセブン) (Открывающая тема Daitetsujin 17)
- One Seven Sanka (ワンセブン讃歌) (Закрывающая тема Daitetsujin 17)
- Kyouryuu Sentai Koseidon (恐竜戦隊コセイドン) (Открывающая тема Kyouryuu Sentai Koseidon)
- Koseidon March (コセイドンマーチ) (Закрывающая тема Kyouryuu Sentai Koseidon)
- Battle Fever Sanka (バトルフィーバー讃歌) (Вставная песня Боевой Жар J)
- Battle Fever Dai Shutsugeki (バトルフィーバー大出撃) (Вставная песня Боевой Жар J)
- Yuke! Yuke! Megaloman (行け!行け!メガロマン) (Открывающая тема Megaloman)
- Waga Kokoro no Rozetta Hoshi (我が心のロゼッタ星) (Закрывающая тема Megaloman)
- Moero! Kamen Rider (燃えろ!仮面ライダー) (Первая открывающая тема Камэн Райдер (Скайрайдер))
- Otoko no Na wa Kamen Rider (男の名は仮面ライダー) (Вторая открывающая тема Камэн Райдер (Скайрайдер))
- Haruka naru Ai ni Kakete (はるかなる愛にかけて) (Первая закрывающая тема Камэн Райдер (Скайрайдер))
- Kagayake! 8-Nin Rider (輝け!8人ライダー) (Вторая закрывающая тема Камэн Райдер (Скайрайдер))
- Junior Rider Tai no Uta (ジュニアライダー隊の歌) (Вторая закрывающая тема Камэн Райдер Супер-1)
- Ashita ga Arusa (あしたがあるさ) (Вставная песня Солнечные Спецсилы Сун Вулкан)
- Umi ga Yondeiru (海が呼んでいる) (Вставная песня Солнечные Спецсилы Сун Вулкан)
- Kagayake! Sun Vulcan (輝け!サンバルカン) (Вставная песня Солнечные Спецсилы Сун Вулкан)
- Kimi wa Panther (君はパンサー) (Вставная песня Солнечные Спецсилы Сун Вулкан)
- Taiyou March (太陽マーチ) (Вставная песня Солнечные Спецсилы Сун Вулкан)
- Andro Melos (アンドロメロス) (Открывающая тема Andro Melos)
- Kaette Koiyo Andro Melos (帰ってこいよアンドロメロス) (Закрывающая тема Andro Melos)
- Jikuu Senshi Spielvan (時空戦士スピルバン) (Открывающая тема Jikuu Senshi Spielvan)
- Kimi on Nakama da Spielvan (君の仲間だスピルバン) (Первая закрывающая тема Jikuu Senshi Spielvan)
- Kesshou da! Spielvan (結晶だ!スピルバン) (Вторая закрывающая тема Jikuu Senshi Spielvan)
- Time Limit (タイムリミット) (Закрывающая тема Супер Машина Металдер)
- Eien no Tameni Kimi no Tameni (永遠のために君のために) (Вставная песня Камэн Райдер Черный RX)
- Just Gigastreamer (ジャスト・ギガストリーマー) (Вставная песня Tokkei Winspector)
- Yuusha Winspector (勇者ウインスペクター) (Вставная песня Tokkei Winspector)
- Yume mo Hitotsu no Nakama-Tachi (夢もひとつの仲間たち) (Вставная песня Tokkei Winspector)
- Hoero! Voicelugger (ほえろ!ボイスラッガー) (Открывающая тема Войцлюггер)
- Samba de Gaoren (サンバ de ガオレン) (Вставная песня Hyakujuu Sentai Gaoranger)
- Hyakujuu Gattai! Gaoking (百獣合体!ガオキング) (Вставная песня Hyakujuu Sentai Gaoranger)
- Tao (道) (Закрывающая тема Juuken Sentai Gekiranger)

## Самые известные роли

### Аниме
- Рат Хектор в «Koraru no Tanken» (TV)
- Командующий Группы в «Space Carrier Blue Noah» (TV)
- Йолдо в «Дангайо» (OVA)
- La☆Keen в «Happy Lucky Bikkuriman» (TV)

### Телесериалы
- Доктор Бен в «Jikuu Senshi Spielvan»
- ВойсСлаггер Голд в «ВойсСлаггер»
- Сёрюсай Мидзуки в «Chou Ninja Tai Inazuma!! SPARK»

### Видеоигры
- Кеисар Ефес в «Войны супер-роботов α 3»